# Liste der Kaiser der Nguyễn-Dynastie
Die Kaiser der Nguyễn-Dynastie regierten Vietnam von 1802 bis 1945, seit der zweiten Hälfte des 19. Jahrhunderts jedoch nur noch nominell.
| Tempelname Miếu hiệu (廟號) | Posthumer Name Thụy hiệu (諡號) | Persönlicher Name               | Regierungsjahre | Ärabezeichnung Niên hiệu (年號) | Königsgrab              |
| --------------------------- | ------------------------------- | ------------------------------- | --------------- | ------------------------------- | ----------------------- |
| Thế Tổ (世祖)               | Cao Hoàng Đế (高皇帝)           | Nguyễn Phúc Ánh (阮福暎)        | 1802–1820       | Gia Long (嘉隆)                 | Thiên Thọ Lăng (千壽陵) |
| Thánh Tổ (聖祖)             | Nhân Hoàng Đế (仁皇帝)          | Nguyễn Phúc Kiểu (阮福晈)       | 1820–1841       | Minh Mạng (明命)                | Hiếu Lăng (孝陵)        |
| Hiến Tổ (憲祖)              | Chương Hoàng Đế (章皇帝)        | Nguyễn Phúc Tuyền (阮福暶)      | 1841–1847       | Thiệu Trị (紹治)                | Xương Lăng (昌陵)       |
| Dực Tông (翼宗)             | Anh Hoàng Đế (英皇帝)           | Nguyễn Phúc Thì (阮福蒔)        | 1847–1883       | Tự Đức (嗣德)                   | Khiêm Lăng (謙陵)       |
| Công Tông (恭宗)            | Huệ Hoàng Đế (惠皇帝)           | Nguyễn Phúc Ưng Chân (阮福膺禛) | 1883            | Dục Đức (育德)                  | An Lăng (安陵)          |
| –                           | –                               | Nguyễn Phúc Thăng (阮福昇)      | 1883            | Hiệp Hòa (協和)                 | –                       |
| Giản Tông (簡宗)            | Nghị Hoàng Đế (毅皇帝)          | Nguyễn Phúc Hạo (阮福昊)        | 1883–1884       | Kiến Phúc (建福)                | –                       |
| –                           | –                               | Nguyễn Phúc Minh (阮福明)       | 1884–1885       | Hàm Nghi (咸宜)                 | –                       |
| Cảnh Tông (景宗)            | Thuần Hoàng Đế (純皇帝)         | Nguyễn Phúc Biện (阮福昪)       | 1885–1889       | Đồng Khánh (同慶)               | Tư Lăng (思陵)          |
| –                           | –                               | Nguyễn Phúc Chiêu (阮福昭)      | 1889–1907       | Thành Thái (成泰)               | –                       |
| –                           | –                               | Nguyễn Phúc Hoảng (阮福晃)      | 1907–1916       | Duy Tân (維新)                  | –                       |
| Hoằng Tông (弘宗)           | Tuyên Hoàng Đế (宣皇帝)         | Nguyễn Phúc Tuấn (阮福昶)       | 1916–1925       | Khải Định (啟定)                | Ứng Lăng (應陵)         |
| –                           | –                               | Nguyễn Phúc Thiển (阮福晪)      | 1926–1945       | Bảo Đại (保大)                  | –                       |

1. 1 2  Diese Bezeichnung wird anstelle einer nicht existierenden Ärabezeichnung benutzt.

## Stammtafel
|                    |                    |  |                         |                         |  |                        |                        |  |                      |                      |  |                       |                       |
|                    |                    |  |                         |                         |  | 1 Gia Long 1802–1819   |                        |  |                      |                      |  |                       |                       |
|                    |                    |  |                         |                         |  |                        |                        |  |                      |                      |  |                       |                       |
|                    |                    |  |                         |                         |  | 2 Minh Mạng 1820–1840  |                        |  |                      |                      |  |                       |                       |
|                    |                    |  |                         |                         |  |                        |                        |  |                      |                      |  |                       |                       |
|                    |                    |  |                         |                         |  | 3 Thiệu Trị 1841–1847  |                        |  |                      |                      |  |                       |                       |
|                    |                    |  |                         |                         |  |                        |                        |  |                      |                      |  |                       |                       |
|                    |                    |  |                         |                         |  |                        |                        |  |                      |                      |  |                       |                       |
| 4 Tự Đức 1847–1883 | 4 Tự Đức 1847–1883 |  | Thoại Thái Vương        | Thoại Thái Vương        |  |                        |                        |  | Kiên Thái Vương      | Kiên Thái Vương      |  | 6 Hiệp Hòa 1883       | 6 Hiệp Hòa 1883       |
|                    |                    |  |                         |                         |  |                        |                        |  |                      |                      |  |                       |                       |
|                    |                    |  |                         |                         |  |                        |                        |  |                      |                      |  |                       |                       |
|                    |                    |  | 5 Dục Đức 1883          | 5 Dục Đức 1883          |  | 9 Đồng Khánh 1885–1889 | 9 Đồng Khánh 1885–1889 |  | 8 Hàm Nghi 1884–1885 | 8 Hàm Nghi 1884–1885 |  | 7 Kiến Phúc 1883–1884 | 7 Kiến Phúc 1883–1884 |
|                    |                    |  |                         |                         |  |                        |                        |  |                      |                      |  |                       |                       |
|                    |                    |  | 10 Thành Thái 1889–1907 | 10 Thành Thái 1889–1907 |  | 12 Khải Định 1916–1925 | 12 Khải Định 1916–1925 |  |                      |                      |  |                       |                       |
|                    |                    |  |                         |                         |  |                        |                        |  |                      |                      |  |                       |                       |
|                    |                    |  | 11 Duy Tân 1907–1916    | 11 Duy Tân 1907–1916    |  | 13 Bảo Đại 1926–1945   | 13 Bảo Đại 1926–1945   |  |                      |                      |  |                       |                       |

Die angegebenen Zeitspannen sind die Regierungsjahre.